# Co dělat v Denveru, když člověk nežije
Co dělat v Denveru, když člověk nežije (v anglickém originále Things to Do in Denver When You're Dead) je kriminální film amerického režiséra Garyho Fledera natočený podle scénáře Scotta Rosenberga v roce 1995. Odehrává se v Denveru a jeho název vznikl ze stejnojmenné písně Warrena Zevona z roku 1991. Do hlavních rolí byli obsazeni Andy García, Christopher Lloyd, Christopher Walken a další.
Velšský hudebník John Cale se filmem inspiroval ve své písni „Things“ z alba HoboSapiens (2003). Různé zdroje tvrdí, že píseň byla inspirována či je poctou Warrenu Zevonovi. Cale k tomu však řekl, že tu píseň neznal a že inspirací pro vznik jeho díla byl výhradně tento film.